# ヘキサフルオロリン酸ナトリウム
ヘキサフルオロリン酸ナトリウム(Sodium hexafluorophosphate)は、示性式がNaPF6の無機化合物である。